# Andrew Napolitano
Paolo Andrew Napolitano (Newark, New Jersey, 6 de junho de 1950) é um ex-juiz da Corte Superior de New Jersey e, agora, um analista político e jurídico para a Fox News Channel. Napolitano começou no canal em 1998, e atualmente trabalha para a rede como analista jurídico sênior, comentando notícias jurídicas e julgamentos. Ele é graduado pela Universidade de Princeton (onde foi membro fundador da Concerned Alumni of Princeton) e Notre Dame Law School. Napolitano não está relacionado com Janet Napolitano, secretária de Homeland Security.

## Carreira jurídica e acadêmica
Napolitano serviu na corte de New Jersey de 1987 até 1995, tornando-se o mais jovem juiz vitalício do estado. Ele também atuou como professor adjunto da Seton Hall University School of Law por 11 anos. Napolitano renunciou ao seu cargo de juiz em 1995 para prosseguir a sua carreira como escritor e na televisão.

## Carreira na televisão
Antes de ingressar na Fox como analista de notícias, Napolitano foi o juiz-presidente no programa de televisão Power of Attorney, em que as pessoas traziam pequenas causas a um tribunal televisivo. Diferente de formatos semelhantes, ambas as partes da causa estiveram representados, "pro bono", por advogados famosos.
De 2006 a 2010, Napolitano co-apresentou um show de rádio na Fox News Radio com Brian Kilmeade intitulado Brian and the Judge.
Napolitano apresentava um programa online diário na Fox News chamado Freedom Watch. Convidados habituais para Freedom Watch eram o congressista Ron Paul, o economista Peter Schiff, e Lew Rockwell. O programa ia ao ar uma vez por semana às quartas-feiras às 2h na Fox News' strategy room. Em 14 de setembro de 2009, tornou-se um show que ia ao ar de 3 a 4 vezes por semana. Em 12 de junho de 2010 ele estreou como um programa semanal na Fox Business Network.
Napolitano regularmente substitui Glenn Beck quando este está ausente do seu programa.

## Carreira como escritor
Em 2004 Napolitado escreveu o livro Constitutional Chaos: What Happens When the Government Breaks its Own Laws, uma crítica ao sistema de justiça norte-americano. Na National Review, o ex-procurador federal Andrew McCarthy observou que Napolitano tinha sido um juiz estadual de nível médio e questionou o conhecimento de Napolitano da Constituição federal, citando o que afirmou McCarthy sobre inúmeros erros na escrita de Napolitano sobre o assunto.
Em 2006, seu segundo livro The Constitution in Exile: How the Federal Government Has Seized Power by Rewriting the Supreme Law of the Land foi publicado.
Um terceiro livro, A Nation of Sheep, foi lançado em outubro de 2007.
Em abril de 2009, seu quarto livro, Dred Scott's Revenge: A Legal History of Race and Freedom in America, é lançado.
Em março de 2010, é lançado seu quinto livro: Lies the Government Told You: Myth, Power, and Deception in American History.

## Política
Napolitano descreve-se como libertário católico pró-vida[carece de fontes?].